# 岡野祐
岡野 祐（おかの たすく、1909年6月22日 - 1988年2月15日）は、日本の実業家、パシフィック・リーグ元会長。東京都出身。

## 来歴・人物
1935年に慶應義塾大学経済学部を卒業し、阪神急行電鉄（現・阪急電鉄、企業としては現在の阪急阪神ホールディングス)に入社した。人事部次長、電鉄調査部長を歴任した後に、1953年7月に阪急バス常務に就任し、1957年12月には六甲山ホテル専務に就任した。
経営手腕を買われて、1960年から阪急ブレーブスの球団代表、1964年から1968年までに球団社長を務めた。球団社長在任中の1966年オフに、監督の西本幸雄が選手に対して「信任投票」を実施しその結果から岡野に辞表が提出されたが、オーナーの小林米三が監督の交代を望まず、留任となった。岡野はシーズン中に西本から「これだけ負けたらもう辞めた方がいいですかね？」と問われて慰留していた一方、コーチだった青田昇を監督にする方針を抱いていたともされる。翌1967年に阪急は悲願の初優勝を達成した。
1968年11月1日からパシフィック・リーグ会長に就任し、黒い霧事件の処理や2シーズン制、指名打者制度の採用などを行い、パ・リーグの活性化に尽力した。1978年8月10日に辞任した。同年から顧問に就いた。
1988年2月15日、急性心不全のため78歳で死去した。78歳没。
父親は土木工学者、鉄道官僚の岡野昇。